# Stadt der Toten (Film)
Stadt der Toten (Originaltitel The City of the Dead) ist ein britischer Horrorfilm von John Llewellyn Moxey aus dem Jahr 1960. In den Hauptrollen sind der bekannte Horrordarsteller Christopher Lee als Professor Allan Driscoll und Venetia Stevenson als dessen Studentin Nan Barlow zu sehen.

## Handlung
Die junge Studentin Nan Barlow begibt sich auf Anraten ihres Professors Allan Driscoll in das  Örtchen Whitewood, um dort über Hexerei und Hexenverbrennungen im Neuengland des 17. Jahrhunderts zu recherchieren. In Whitewood angekommen, mietet sie sich im Raven Inn ein und trifft dort auf die mysteriöse Hausherrin Mrs. Newlis. Die Bewohner des Dorfes verhalten sich Nan gegenüber äußerst seltsam. Das taubstumme Dienstmädchen Lottie scheint sie vor irgendetwas warnen zu wollen. Kurze Zeit später wird Nan in einer unterirdischen Höhle von Mitgliedern eines Hexenkults in einem grausamen Opferritual getötet.
Da sie seit Tagen nichts mehr von Nan gehört haben, begeben sich ihr Bruder Richard und ihr Freund Bill selbst nach Whitewood, um nach der Studentin zu suchen. Dort angekommen, geraten sie in die Fänge der Satanisten, die Nan getötet haben und nun ein neues Opfer suchen, um dem Teufel zu huldigen. Die Mitglieder des Kultes sind allesamt Reinkarnationen von im 17. Jahrhundert verbrannten Hexen, die aufgrund eines Paktes mit dem Teufel zu ewigem Leben verdammt sind. Auch Mrs. Newlis und Prof. Driscoll gehören zu dem Kult und verletzen Bill während eines Kampfes schwer. Der junge Mann sammelt jedoch seine letzten Kräfte und wehrt sich mit einem großen Kruzifix, bei dessen Anblick die Hexen verbrennen.

## Produktion, Veröffentlichung
Stadt der Toten ist neben seinem Originaltitel The City of the Dead auch als Horror Hotel bekannt.
Der Film weist dramaturgische Gemeinsamkeiten mit Alfred Hitchcocks Psycho auf, der im selben Jahr produziert und veröffentlicht wurde. In beiden Filmen begibt sich eine junge Frau, die als Protagonistin eingeführt wird, in eine ihr unbekannte Gegend, checkt in einem Hotel ein und wird kurze Zeit später erstochen.
In Großbritannien lief der Film im September 1960 an, in den USA am 12. September 1961 und in Deutschland am 13. Dezember 1963.

## Kritiken
Die Filmzeitschrift Cinema schrieb, der „schaurige B-Film“ gelte als „Miniklassiker der britischen Horror-Renaissance der 60er-Jahre“. Das Werk sei ferner eine „klassische Mischung aus Horror und Humor“. Das Lexikon des internationalen Films bezeichnete die Inszenierung als „lachhaften B-Horrorfilm“. Der Filmkritiker A. H. Weiler von der New York Times fand den Film „eher zum Kichern als zum Gänsehautkriegen.“